# Southern Service Flight Company
Southern Service Flight Company — чартерна авіакомпанія, що належить В'єтнамській народній армії.
Один з двох авіаперевізників країни, що працюють за комерційним контрактом з компанією Vietnam Air Service Company, в рамках якого здійснює пасажирські перевезення на вертольотах працівників нафто - і газодобувних підприємств, вантажні перевезення, а також проводить пошуково-рятувальні роботи.
Штаб-квартира авіакомпанії і її порт приписки знаходиться в аеропорту Вунгтау.

## Флот
- Мі-17
- Eurocopter EC225
- Eurocopter EC155B
- Super Puma MK2